# King, Wisconsin
King är en ort i Waupaca County i delstaten Wisconsin, USA.